# Everard Davis
Everard Davis (Everard Inseal Davis; * 2. Januar 1912; † 25. Oktober 2005) war ein britischer Sprinter.
Bei den British Empire Games 1934 in London erreichte er über 100 Yards das Halbfinale und siegte mit der englischen 4-mal-110-Yards-Stafette.
1933 stellte er über 100 Yards seine persönliche Bestzeit von 9,9 s auf.